# Andra dansen
Andra dansen är en svensk film från 1983 i regi av Lárus Óskarsson och med manus av Lars Lundholm. I rollerna ses bland andra Kim Anderzon, Lisa Hugoson och Tommy Johnson.
För sina insatser i filmen belönades Anderzon 1983 med en Guldbagge i kategorin "bästa skådespelerska".

## Handling
Annas och Jos vägar korsas och de beger sig på en gemensam resa norrut.

## Rollista
- Kim Anderzon – Anna
- Lisa Hugoson – Jo, egentligen Josefin
- Tommy Johnson – handelsresanden i whisky
- Hans Bredefeldt – Isak, skogshuggare
- Sigurður Sigurjónsson – den onyktre liftaren
- Göte Fyhring – disponenten
- Olof Lindfors – Harry, Annas farbror
- Colbjörn Lindberg – Ingvar, mannen vid skogskoja
- Tomas Norström – Mannen, hans svagsinte kamrat
- Thore Segelström – Evert, deras äldre kamrat
- Anders Åberg – bensinmacksföreståndaren
- Johan Lindell – kunden på macken
- Lárus Óskarsson – första kunden på macken
- János Herskó – kaféföreståndaren
- Christer Nilson – mannen med huvudet i bandage
- Lisa Eriksdotter – flicka
- Lars "Loa" Ahlander – flipperspelaren på kaféet
- Susanne Frantzén – kvinna i baren
- Frida Cornell – hennes dotter
- Lars Lundholm – mannen med cykelkärran
- Henrietta Berg
- Lars Börjesson
- Bengt Fröderberg

## Om filmen
Inspelningen ägde rum under 36 dagar mellan den 29 juni och 19 augusti 1982 varav 14 dagar ägnades åt interiörer och 22 åt exteriörer. Inspelningsplatser var bland annat Stockholm, Vingåker, Henvålens naturreservat i Härjedalen och Uppsala. Producenter var Jonas Cornell och Per Berglund och fotograf Göran Nilsson. Musiken komponerades av Jan Bandel och filmen klipptes av Ann-Ci Lindström. Den premiärvisades 9 februari 1983 på biograferna Cinema och Victoria i Stockholm och är 95 minuter lång.
Utöver en Guldbagge belönades filmen även med ett pris vid filmfestivalen i Catania.

### Fotnoter
1. ↑  läs online, Internet Movie Database , läst: 1 maj 2016.[källa från Wikidata]
2. 1 2 3 4 5 6 7 8 9 10 11 12 13 14 15 16  Svensk Filmdatabas, Svenska Filminstitutet, läs online, läst: 9 juli 2022.[källa från Wikidata]
3. 1 2 3 4 5  ”Andra dansen”. Svensk Filmdatabas. http://sfi.se/sv/svensk-filmdatabas/Item/?itemid=14234&type=MOVIE&iv=Basic&ref=/templates/SwedishFilmSearchResult.aspx?id%3d1225%26epslanguage%3dsv%26searchword%3dandra+dansen%26type%3dMovieTitle%26match%3dBegin%26page%3d1%26prom%3dFalse. Läst 16 maj 2013.